# Rochester (Kentucky)
Rochester is een plaats (city) in de Amerikaanse staat Kentucky, en valt bestuurlijk gezien onder Butler County.

## Demografie
Bij de volkstelling in 2000 werd het aantal inwoners vastgesteld op 186.
In 2006 is het aantal inwoners door het United States Census Bureau geschat op 190, een stijging van 4 (2,2%).

## Geografie
Volgens het United States Census Bureau beslaat de plaats een oppervlakte van
1,1 km², geheel bestaande uit land. Rochester ligt op ongeveer 125 m boven zeeniveau.

## Plaatsen in de nabije omgeving
De onderstaande figuur toont nabijgelegen plaatsen in een straal van 24 km rond Rochester.